# Chính sách nông nghiệp

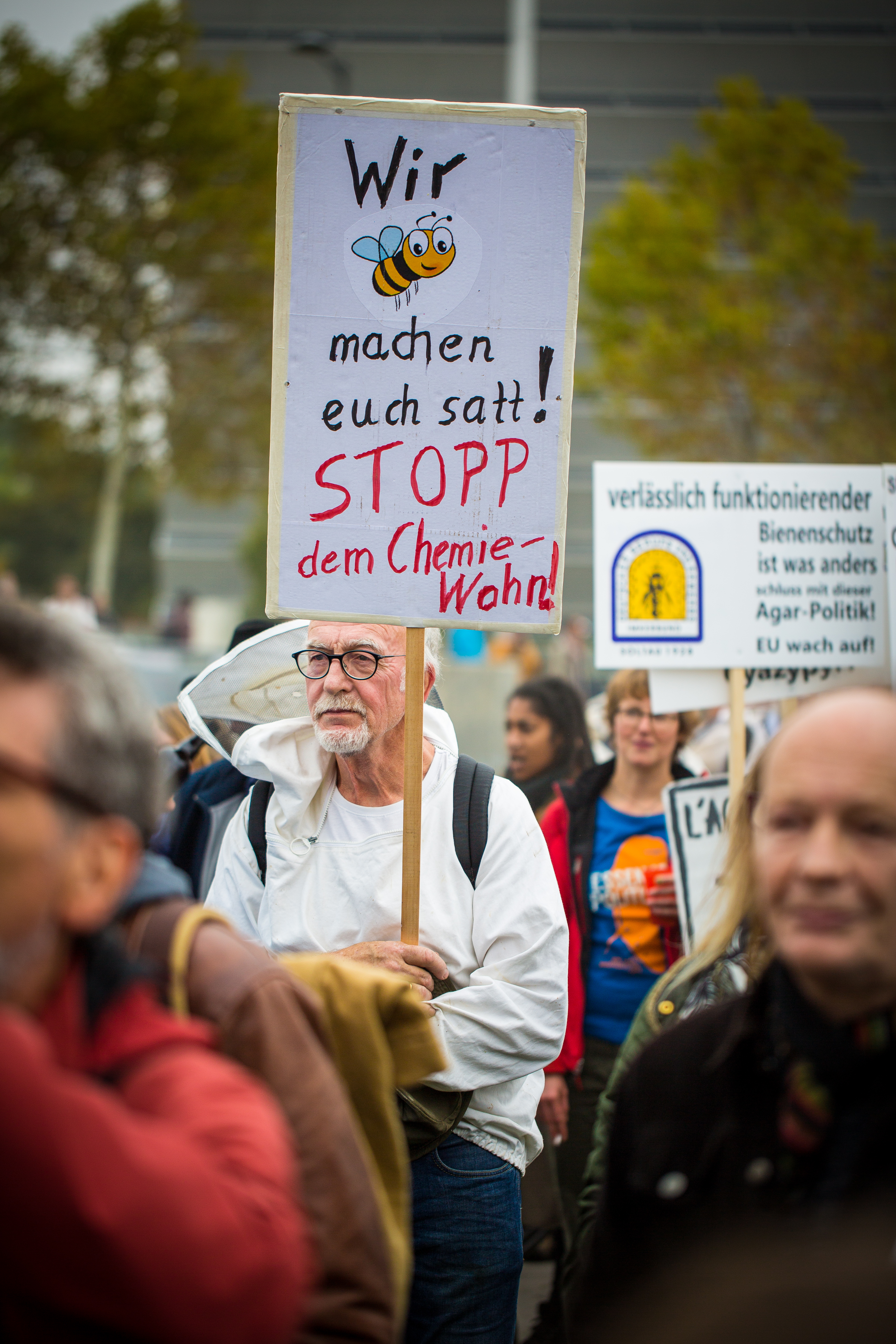
Biểu tình về chính sách nông nghiệp

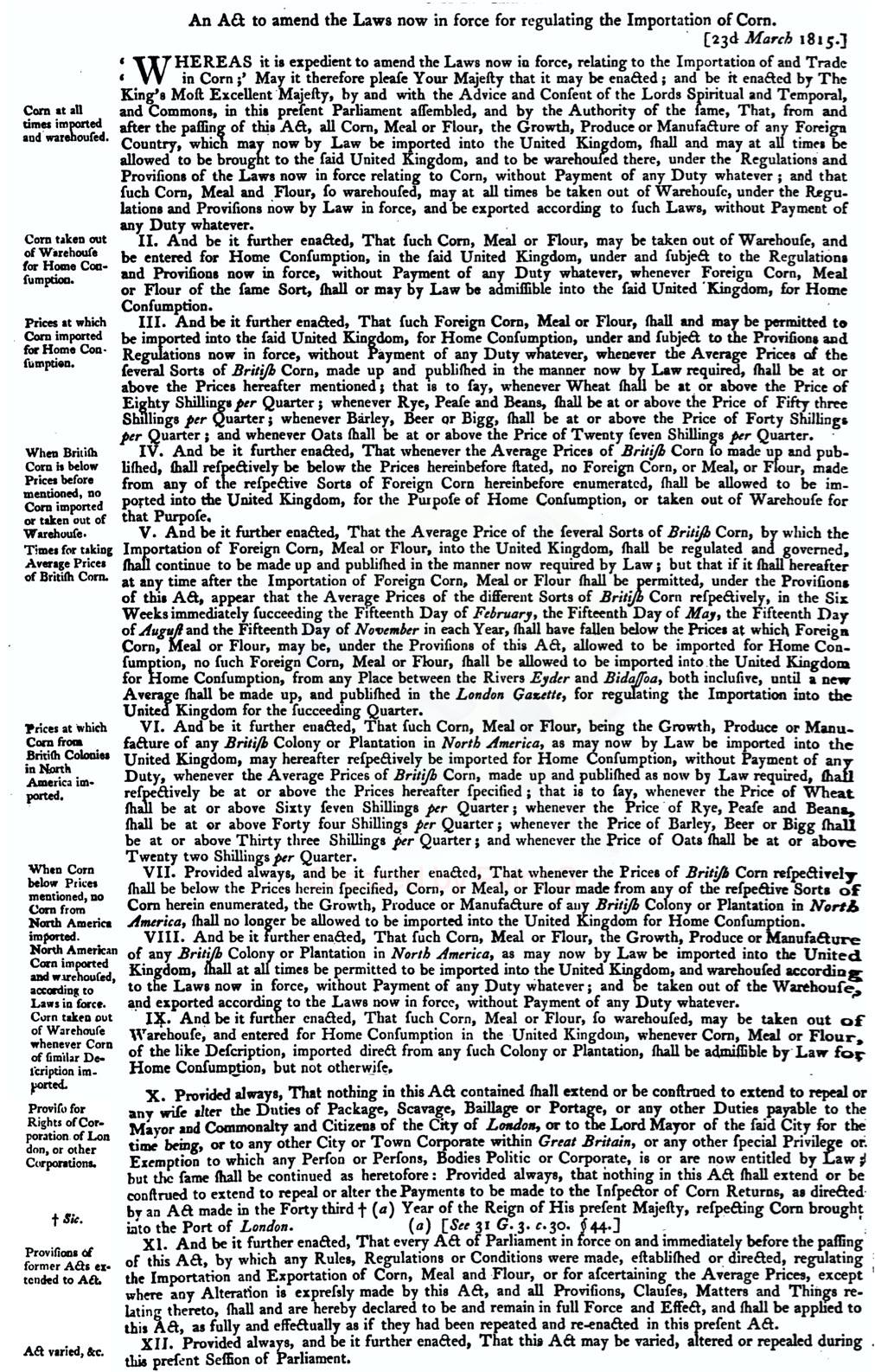
Đạo luật Ngô (1815) được xem là chính sách bảo hộ nông nghiệp lần đầu tiền xuất hiện

Chính sách nông nghiệp (Agricultural policy) là tổng thể các quyết định và hành động của chính phủ nhằm tác động đến ngành nông nghiệp và cộng đồng nông thôn. Mục tiêu chính của chính sách nông nghiệp là định hướng và điều tiết sản xuất, phân phối và tiêu thụ các sản phẩm nông nghiệp, cải thiện đời sống của nông dân và người dân sống ở khu vực nông thôn thông qua những đạo luật và chính sách, quy định liên quan đến nông nghiệp trong nước và nhập khẩu các sản phẩm nông nghiệp nước ngoài. Chính phủ thường thực hiện các chính sách nông nghiệp với mục tiêu đạt được kết quả cụ thể trên thị trường sản phẩm nông nghiệp trong nước. Các mục tiêu có thể bao gồm các vấn đề như an ninh sinh học, an ninh lương thực, xóa đói giảm nghèo ở nông thôn hoặc tăng giá trị kinh tế thông qua cây trồng thương mại hoặc cải thiện yếu tố phân phối thực phẩm hoặc chế biến thực phẩm. Các chính sách nông nghiệp xem xét các quy trình căn bản (sản xuất), thứ cấp (như chế biến và phân phối) và quy trình thứ ba (như tiêu thụ và cung cấp các sản phẩm và vật tư nông nghiệp), kết quả hướng tới có thể bao gồm mức cung được đảm bảo, giá cả ổn định, chất lượng sản phẩm, lựa chọn sản phẩm, ổn định thị trường nông sản, sử dụng đất hoặc việc làm. 
Chính phủ có thể sử dụng các công cụ như thực hành phát triển nông thôn, khuyến nông, bảo vệ kinh tế, trợ cấp nông nghiệp hoặc kiểm soát giá cả để thay đổi động lực sản xuất nông nghiệp hoặc cải thiện tác động của sản xuất đối với người tiêu dùng. Chính sách nông nghiệp có tác động chính và phụ rộng khắp. Nông nghiệp có tác động lớn đến biến đổi khí hậu, với sử dụng đất, thay đổi sử dụng đất và lâm nghiệp ước tính đóng góp 13–21% lượng khí thải hàng năm toàn cầu tính đến những năm 2010. Hơn nữa, chính sách nông nghiệp cần tính đến nhiều cú sốc đối với hệ thống, chẵng hạn như, nông nghiệp rất dễ bị tổn thương trước những tác động tiêu cực của biến đổi khí hậu, chẳng hạn như giảm khả năng tiếp cận nước, các quá trình địa vật lý như mực nước biển dâng và thời tiết thay đổi, và các quá trình kinh tế xã hội ảnh hưởng đến nông dân, nhiều người trong số họ đang trong điều kiện kinh tế tự cung tự cấp. Để giảm thiểu biến đổi khí hậu và thích ứng toàn cầu có hiệu quả, cần triển khai nhiều chính sách khác nhau để giảm nguy cơ tác động tiêu cực của biến đổi khí hậu đối với nông nghiệp và khí thải nhà kính từ ngành nông nghiệp. Ở nhiều nước còn có vấn đề về các vấn đề tiếp cận tài nguyên (quản lý thảm thực vật bản địa, bảo vệ và tăng cường đa dạng sinh học, tính bền vững của các nguồn tài nguyên nông nghiệp có năng suất và trách nhiệm của chủ đất). Chương trình Dự trữ Bảo tồn của Hoa Kỳ cho thuê đất từ những nhà sản xuất lấy đất không đủ khả năng sản xuất và chuyển đổi chúng trở lại trạng thái gần tự nhiên bằng cách trồng cỏ bản địa và các loại cây khác.
Về mặt lịch sử, sự can thiệp của nhà nước vào hoạt động trồng trọt, chăn nuôi và đời sống nông dân đã manh nha từ sớm trong lịch sử loài người. Khi các nhà nước đầu tiên hình thành, các nhà cầm quyền đã nhận thức được tầm quan trọng của nông nghiệp đối với sự ổn định xã hội và nguồn thu của nhà nước, họ đã thực thi biện pháp can thiệp ban đầu thường tập trung vào các phương diện về quản lý đất đai, phân chia ruộng đất, quy định về sở hữu và sử dụng đất (chế độ công thổ, chế độ quân điền, tịch điền), thu thuế nông nghiệp đối với nông sản thường là nguồn thuế chính cho các nhà nước cổ đại và trung đại. Tổ chức xây dựng các công trình thủy lợi (kênh mương, đê điều) để phục vụ sản xuất nông nghiệp và phòng chống thiên tai, trị thủy, cứu trợ thiên tai, mất mùa như phát chẩn lương thực, giảm tô thuế. Nhiều triều đại còn gia tăng khuyến nông với những chính sách khuyến khích khai hoang, mở rộng diện tích canh tác, hoặc phổ biến một số kỹ thuật canh tác, tuy chưa mang tính hệ thống và toàn diện như chính sách nông nghiệp hiện đại nhưng đã thể hiện vai trò của nhà nước trong việc tác động đến ngành nông nghiệp. Cùng với sự phát triển của chủ nghĩa tư bản và việc hình thành các quốc gia hiện đại, chính sách nông nghiệp bắt đầu được định hình rõ nét hơn. Sau Chiến tranh thế giới thứ hai, nhiều quốc gia công nghiệp hóa đã thiết lập các hệ thống chính sách nông nghiệp toàn diện, trong đó các công cụ tài chính công đóng vai trò trung tâm để đảm bảo an ninh lương thực, hỗ trợ thu nhập nông dân và quản lý thị trường, chẵng hạn như Chính sách Nông nghiệp Chung (CAP) của châu Âu. Chính sách nông nghiệp với tư cách là biện pháp bảo hộ nông nghiệp mà nhà nước sử dụng các công cụ thuế quan, hạn ngạch, trợ cấp để bảo vệ sản xuất nông nghiệp trong nước khỏi sự cạnh tranh từ bên ngoài đã được ghi nhận lần đầu tiên tại Đạo luật Ngô (Corn Laws) ở Anh (1815-1846) là điển hình và nổi tiếng về chính sách bảo hộ nông nghiệp và tiếp theo sau là các chính sách thuế quan ở Hoa Kỳ và các nước châu Âu lục địa trong thế kỷ XIX.